# Mohammed Fahim
Mohammed Fahim (in persiano محمد فهيم; Omarz, 1957 – Kabul, 9 marzo 2014) è stato un militare e politico afghano.

## Biografia
Signore della guerra, combatté nel conflitto contro l'Unione Sovietica (1979-1989) e poi nella guerra civile afghana (1996-2001), col grado di maresciallo. Ostile ai talebani, continuò azioni di guerriglia contro il regime del Mullah Omar anche dopo il successo dei fondamentalisti islamici.
Durante l'invasione americana del 2001 si schierò dalla parte degli USA e di Hamid Karzai: quest'ultimo, una volta divenuto presidente, lo nominò prima Ministro della Difesa (2001-2004) e poi Vice Presidente (2009-2014).
Lasciò l'esercito nel 2002 col grado di feldmaresciallo. Sposatosi nel 1979 con Nahid Fahim, aveva quattro figli. Morì durante l'esercizio della vicepresidenza per un attacco di cuore.